# Décès en 2005
Décès
- 2001
- 2002
- 2003
- 2004
- 2005
- 2006
- 2007
- 2008
- 2009

Cet article présente une liste de personnalités mortes au cours de l'année 2005 dont la date de décès précise est inconnue.
La liste des personnes référencées dans Wikipédia est disponible dans la page de la Catégorie:Décès en 2005

Les mois de l'année font l'objet de listes spécifiques :

## Novembre
- 24 novembre : Barbara Szlachetka, athlète polonaise.

## Date précise inconnue
- Andor Kovach, compositeur, chef d'orchestre et enseignant suisse, d'origine roumaine (° 21 avril 1915).
- Buteur Métayer, criminel et homme politique haïtien (° 1970).
- T. N. Seshan, écrivain et activiste social indien (° 1926).